# Gypona dutrai
Gypona dutrai är en insektsart som beskrevs av Luci B. N. Coelho och Jorge Luiz Nessimian 1991. Gypona dutrai ingår i släktet Gypona och familjen dvärgstritar. Inga underarter finns listade i Catalogue of Life.